# Amberg
Amberg is een kreisfreie Stadt in de Duitse deelstaat Beieren. De stad telt 42.052 inwoners (31 december 2020) op een oppervlakte van 50,06 km². In de stad bevindt zich het Keurvorstelijk Slot Amberg. Doorheen de stad loopt de rivier Vils. De oude stad ontstond op een oever in de Karolingische tijd terwijl de andere oever pas in de 11e eeuw werd bebouwd.

## Bezienswaardigheden
- Een bijna complete stadsmuur, gebouwd van de 14e tot de 17e eeuw, met vier poorten en brugbogen over de Vils.
- Het raadhuis met een grote zaal met een houten cassettenplafond. In 1572 werd er een gedeelte bijgebouwd met een kleine raadhuiszaal in renaissancestijl met eveneens een houten cassettenplafond.

Kerken:
- Voormalig Paulinerklooster Amberg, een klooster van de pauliner orde, dat na de secularisatie van 1803 verschillende functies heeft gehad
- Schulkirche St. Augustin, gebouwd op het einde van de 17e eeuw door Wolfgang Dientzenhofer en vergroot in 1738. Binnenin heeft de kerk een rococo-interieur.
- Kerk St. Georg uit de 14e eeuw. Het is een gotische basiliek met een vestingachtige buitenkant. Binnenin zijn er ornamenten en stucwerk van Johann Baptist Zimmermann.
- Kerk St. Martin uit de 15e eeuw met een 18e-eeuwse toren met koepelhelm.
- Wallfahrtskirche Maria-Hilf op een berg ten oosten van de oude stad is gebouwd naar plannen van Wolfgang Dientzenhofer. Het interieur heeft fresco's van Cosmas Damian Asam, Italiaans stucwerk en een hoogaltaar uit 1703.

## Sport
De plaatselijke voetbalclub is FC Amberg.

## Geboren
- Ruprecht van de Palts (1352-1410), Rooms-koning
- Georg Forster (ca. 1510-1568), geneesheer en componist
- Hans Baumann (1914-1988), componist, vertaler en kinderboekenschrijver
- Heiner Fleischmann (1914-1963), motorcoureur
- Andreas Schillinger (1983), wielrenner
- Barbara Meier (1986), fotomodel
- Patrick Erras (1995) voetballer

## Galerij

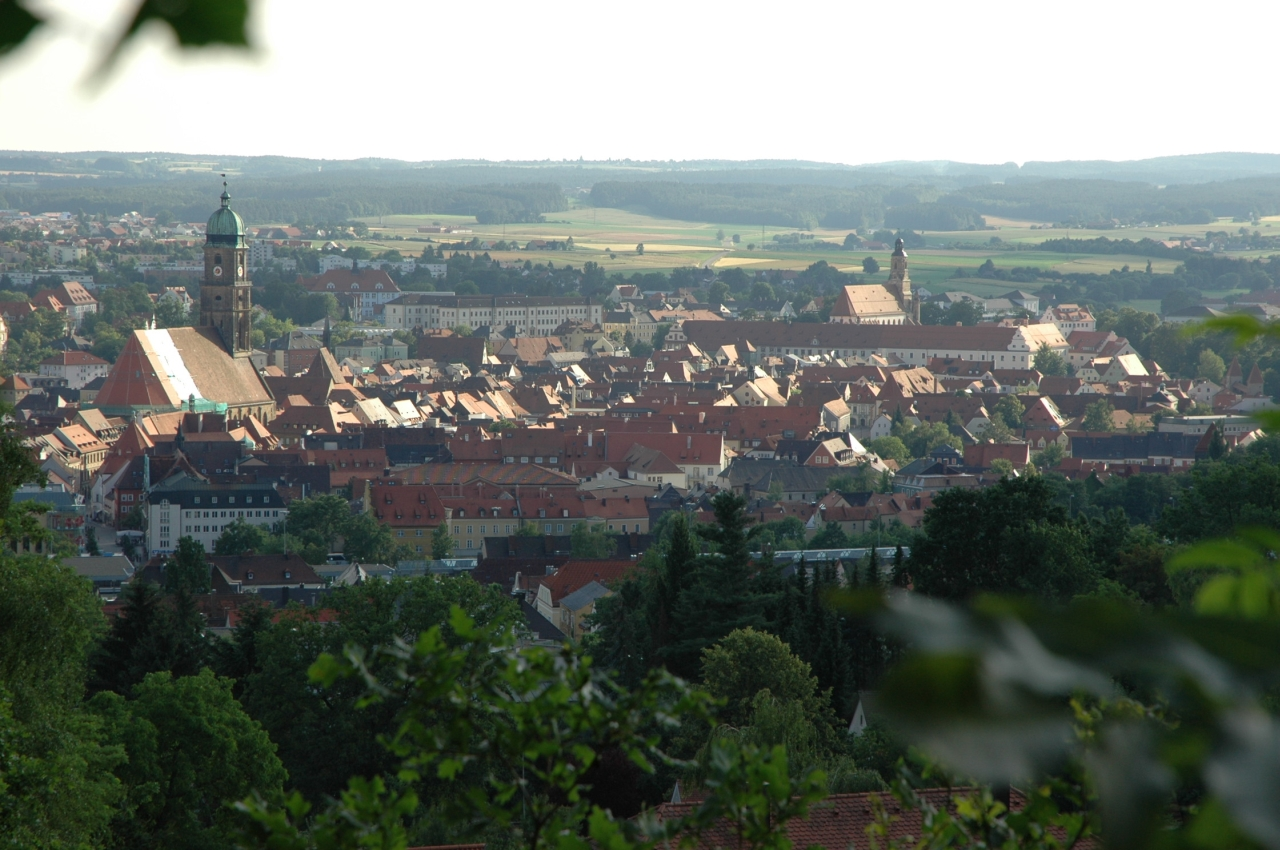
Gezicht op Amberg
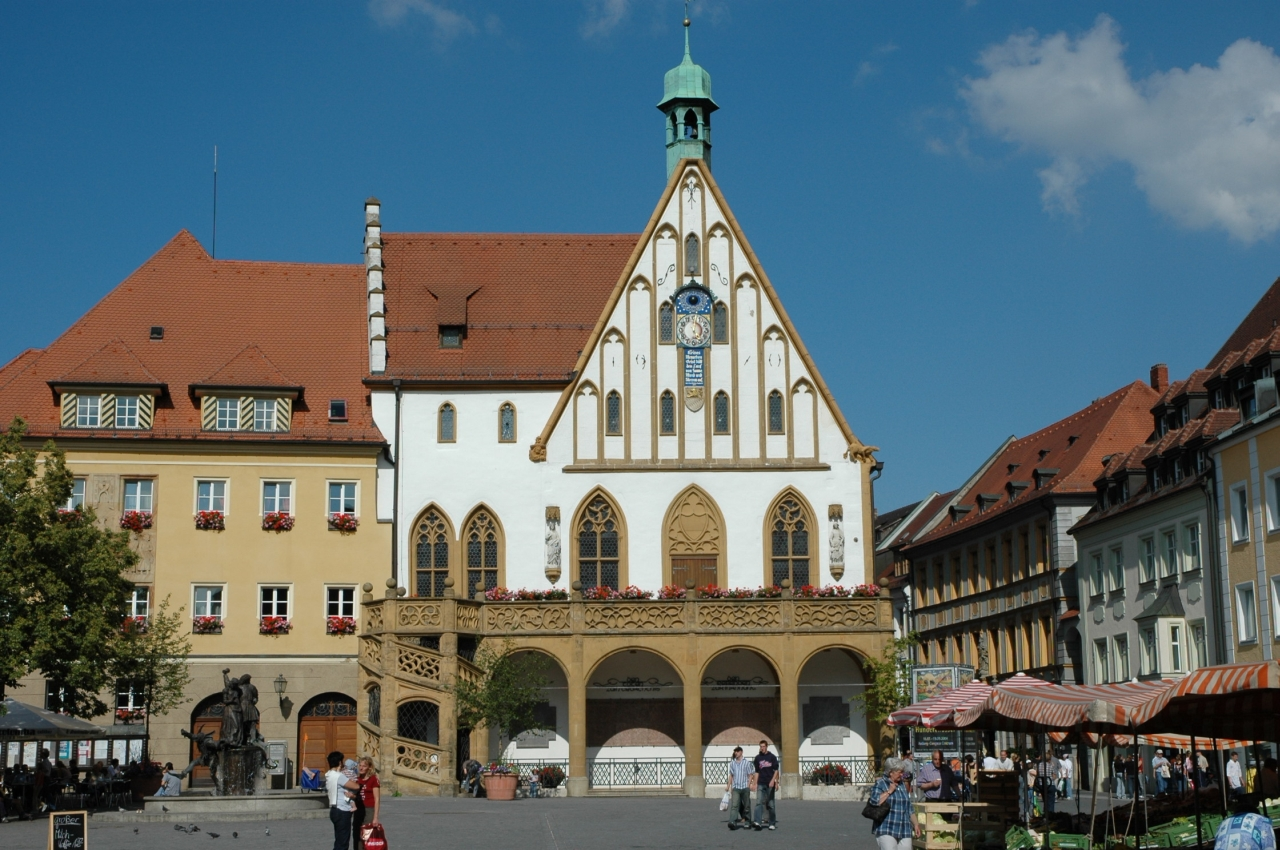
Marktplatz
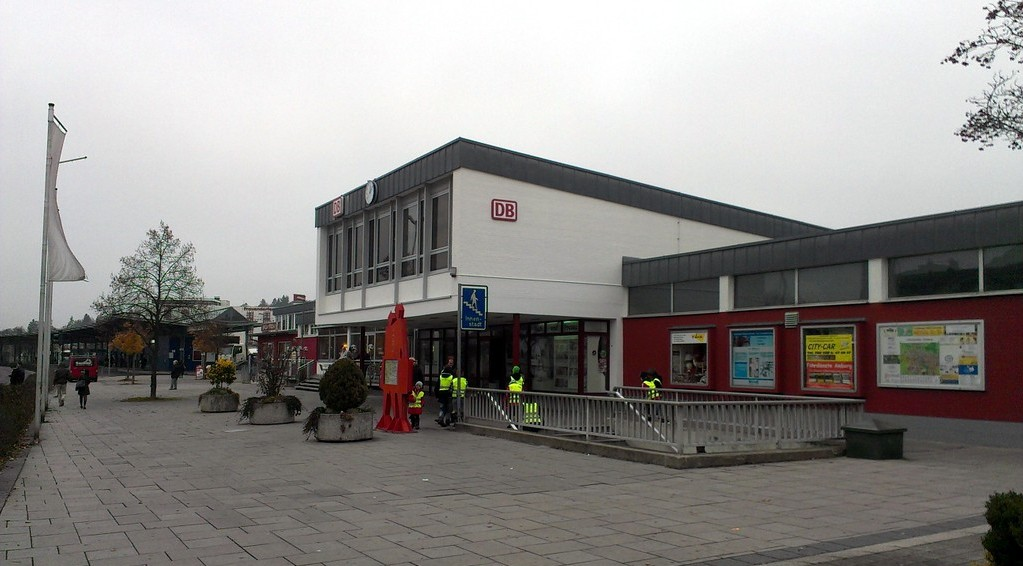
Station

Aichach-Friedberg · Altötting · Amberg · Amberg-Sulzbach · Ansbach (stad) · Landkreis Ansbach · Aschaffenburg (stad) · Landkreis Aschaffenburg · Augsburg (stad) · Landkreis Augsburg · Bad Kissingen · Bad Tölz-Wolfratshausen · Bamberg (stad) · Landkreis Bamberg · Bayreuth (stad) · Landkreis Bayreuth · Berchtesgadener Land · Cham · Coburg (stad) · Landkreis Coburg · Dachau · Deggendorf · Dillingen an der Donau · Dingolfing Landau · Donau-Ries · Ebersberg · Eichstätt · Erding · Erlangen · Erlangen-Höchstadt · Forchheim · Freising · Feyung-Grafenau · Fürstenfeldbruck · Fürth (stad) · Landkreis Fürth · Garmisch-Partenkirchen · Günzburg · Haßberge · Hof (stad) · Landkreis Hof · Ingolstadt · Kaufbeuren · Kelheim · Kempten im Allgäu · Kitzingen · Kronach · Kulmbach · Landsberg am Lech · Landshut (stad) · Landkreis Landshut · Lichtenfels · Lindau · Main-Spessart · Memmingen · Miesbach · Miltenberg · Mühldorf am Inn · München · Landkreis München · Neuburg-Schrobenhausen · Neumarkt in der Oberpfalz · Neurenberg · Neustadt an der Aisch-Bad Windsheim · Neustadt an der Waldnaab · Neu-Ulm · Nürnberger Land · Oberallgäu · Ostallgäu · Passau (stad) · Landkreis Passau · Pfaffenhofen an der Ilm · Regen · Regensburg (stad) · Landkreis Regensburg · Rhön-Grabfeld · Rosenheim (stad) · Landkreis Rosenheim · Roth · Rottal-Inn · Schwabach · Schwandorf · Schweinfurt (stad) · Landkreis Schweinfurt · Starnberg · Straubing · Straubing-Bogen · Tirschenreuth · Traunstein · Unterallgäu · Weiden in der Oberpfalz · Weilheim-Schongau · Weißenburg-Gunzenhausen · Wunsiedel im Fichtelgebirge · Würzburg (stad) · Landkreis Würzburg